# Берта језик
Берта језик је језик из породице нило-сахарских језика, берта грана. Њиме се служи око 20.000 становика у вилајету Горњи Нил у северном Судану, око 125.000 људи у региону Бени-Шангул у Етиопији и 2.000 у вилајету Горњи Нил у Јужном Судану. Састоји се од неколико сродних дијалеката и користи латинично писмо.